# Sutton Maddock
Sutton Maddock é uma vila e paróquia civil a 16 mi (26 km) a sudeste de Shrewsbury, no distrito de Shropshire, no condado de Shropshire, Inglaterra. A paróquia inclui a aldeia de Brockton. Em 2011 a paróquia tinha uma população de 254 habitantes. Faz fronteira com Barrow, Beckbury, Broseley, The Gorge, Kemberton, Madeley, Ryton e Stockton.

## Pontos de interesse
Existem 5 edifícios listados em Sutton Maddock. Sutton Maddock tem uma igreja dedicada a Santa Maria.

## História
O nome "Sutton" significa 'assentamento do sul' e "Madoc" é o nome pessoal de 3 gerações de uma família que ocupou o feudo nos séculos XII e XIII. Sutton Maddock foi registada no Domesday Book como Sudtone.